# Camera de Comerț Industrie și Agricultură Timiș

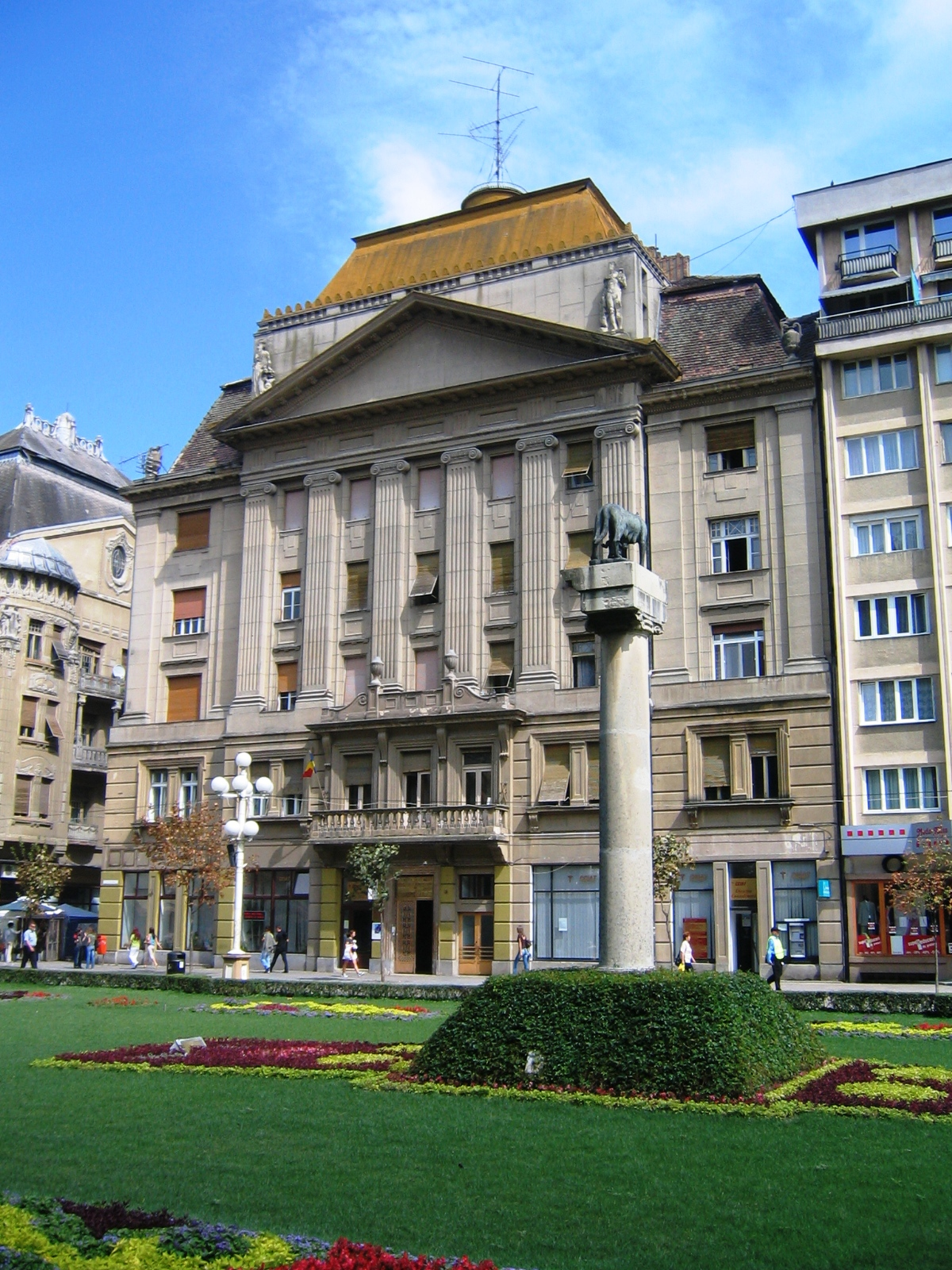
Palatul Camerei de Comerţ

Camera de Comerț Industrie și Agricultură Timișoara (CCIAT) este o cameră de comerț înființată în 1850 la Timișoara.